# Diospilus allani
Diospilus allani är en stekelart som beskrevs av Charles Thomas Brues 1937. Diospilus allani ingår i släktet Diospilus och familjen bracksteklar. Inga underarter finns listade i Catalogue of Life.